# メナイ海峡
メナイ海峡（英: Menai Strait, ウェールズ語: Afon Menai）は、イギリス、ウェールズのグウィネズにある、グレートブリテン島とアングルシー島の間に位置する海峡。

## 概要
橋梁は2箇所に架橋されており、トーマス・テルフォードが1826年に架橋した経路 A5 のメナイ吊橋と、ロバート・スチーブンソンが1850年に架橋しアリーヴァ・トレインズ・ウェールズのノース・ウェールズ・コースト線が走っているブリタニア橋がある。また、その2つの橋の中間、スウェリーにはシラス島、教会島など数個の島が浮かんでいる。
海峡の最もアイリッシュ海側、つまりアバメンタル崎とベラン岬の間は最も幅が狭く、400mほどしかない。他に先述した架橋部も幅が500mほどであるなど、非常に細い海峡である。海峡の最もリヴァプール湾側、スランデグパンとバンガー桟橋の間も900mほどしかない。長さは直線距離で15kmほどである。

## 歴史
更新世に氷河が直線的なメナイ海峡断層に沿って、北東から南西に向かって氷床の下の岩石を削って行き、海峡の原型が出来たとされる。そして、更新世の終わりの海面上昇で海峡になった。

## 潮の影響
非常に浅い海峡であるが、潮汐によって水流の強さが両方向とも変化するので、浅いとはいえども危険である。干潮時には水深が50cmほどになる場所もあり、徒歩で渡れそうに見えるが、潮は時速9km程度で流れており、非常に危険である。
この海峡は潮が満ちてくると、南西部、アイリッシュ海側から海水が海峡内に入り、北東部へと海面上昇が波及していく。そして、潮が引いてくると、逆に北東部から海面が下がっていく。また、岩の表面が起因となって渦が発生し、小さいボート程度の船ならば沈没する。実際に、航海練習船のHMSコンウェイ号は1953年にこの海峡で沈没している。また、それ以外にもカーナーヴォン付近には砂地が出来ており、特にアイリッシュ海側からの船舶は座礁しやすくなっている。

## 生態系
この海峡は潮の影響を受けるが、海峡という閉鎖性ゆえ、波の影響を受けない。その特性から海底区分帯の生物が生息している。水深15m程度の場所は7ノットを超える潮の速度なので、海綿動物にとって好環境となっている。この独特な生態系を研究するため、海峡のすぐ近くにあるメナイ・ブリッジには海洋科学学校が存在する。

## 周辺
リヴァプール側から順番に挙げていくと、まず、海峡に入る手前にアングルシー島側はビューマリス、グレートブリテン島側はペンリン城、ペンリン公園等が見えてくる。そして、バンガー桟橋が見えてくるとバンガーがグレートブリテン側に、世界一長い地名のスランヴァイルプールグウィンギルゴゲリッヒルンドロブールスランティシリオゴゴゴッホがアングルシー島側に見えてくる。この2都市はそれぞれノース・ウェールズ・コースト線の駅（バンガー駅、 スランヴァイルプールグウィンギルゴゲリッヒルンドロブールスランティシリオゴゴゴッホ駅）があり、ホーリーヘッドやチェスターなどの行き先へと列車で向かうことも出来る。また、メナイ・ブリッジも駅はないものの、アングルシー島側に見える。そして、メナイ吊橋、ブリタニア橋と海峡を渡る橋を通過する。
2つの橋を通過すると土地は樹が茂る場所となり、海峡も西進していたのが、1度南進へと針路を変える。そして、再び西進へと戻る場所にY ベリンヘリがある。そして、砂地が出てきて水深が浅くなるとカナーヴォンが見える。この2都市は両方ともグレートブリテン島に存在し、この二都市の区間はA487道が海峡と並走している。そして、アバメンタル崎とベラン岬の狭い場所を通過するとアイルランド側に出る。

## ギャラリー

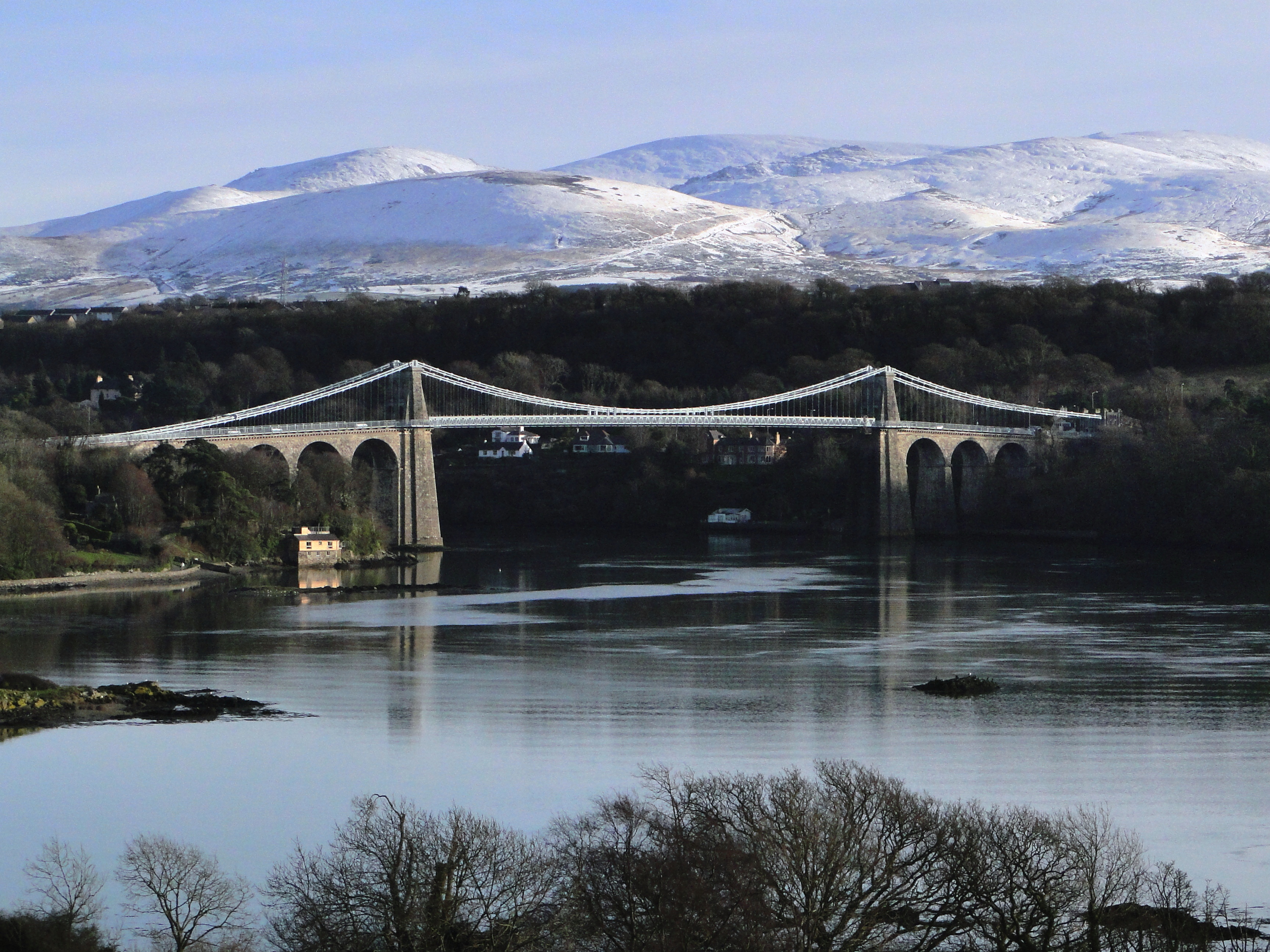
メナイ海峡に架かるメナイ吊橋
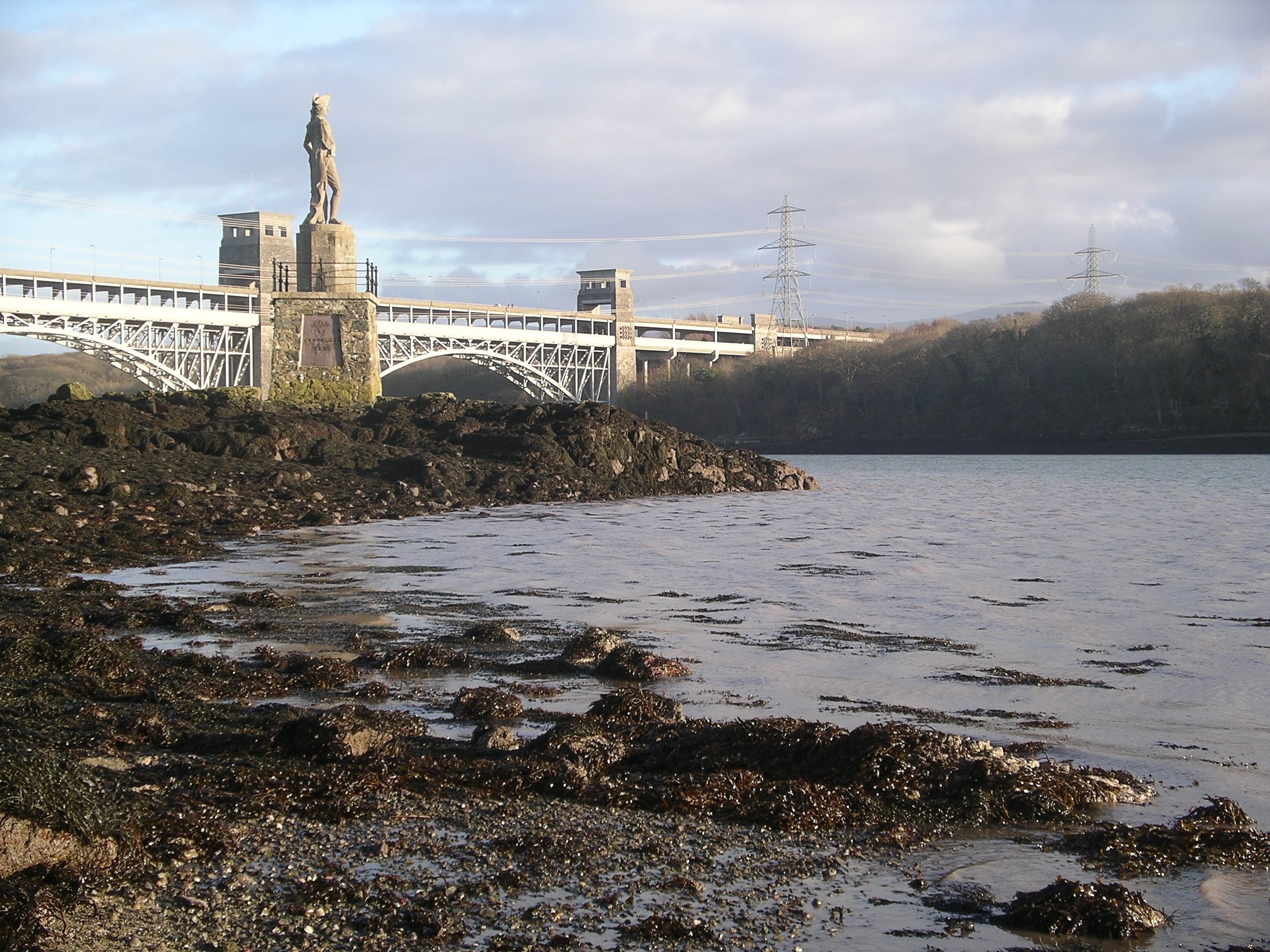
メナイ海峡。ブリタニア橋の西から。ネルソン提督像が見える。